# Arctopelopia griseipennis
Arctopelopia griseipennis är en tvåvingeart som först beskrevs av Wulp 1858.  Arctopelopia griseipennis ingår i släktet Arctopelopia och familjen fjädermyggor. Arten är reproducerande i Sverige. Inga underarter finns listade i Catalogue of Life.